# パリメトロ2号線

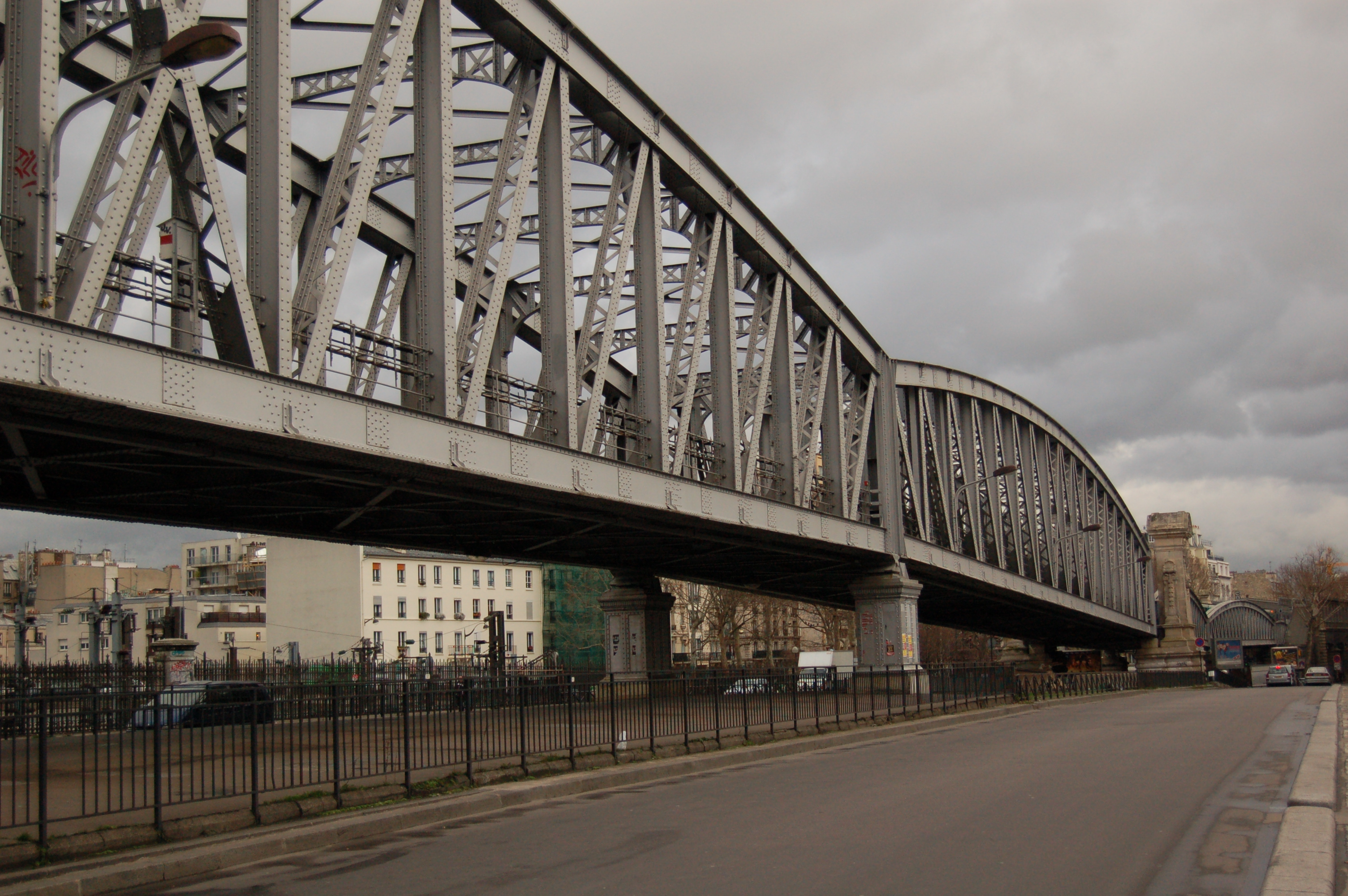
高架橋

2号線（2ごうせん、Ligne 2）は、パリ交通公団（RATP）の運営するフランスの首都パリを含むイル＝ド＝フランス地域圏のメトロ（地下鉄）路線の一つ。パリ市内西部ピュトーのポルト・ドーフィヌ駅と、パリ市内東部のナシオン駅までをほぼフェルミエー・ジェネローの城壁跡に沿ってパリの北半分を回る半環状路線。1900年に開業。

## 概要

1860年までフェルミエー・ジェネローの城壁がパリの外側を画していた。2号線は概ねこの壁北半分の跡に沿って走る。

2号線は1900年に開業し、1903年に現在の全線が開通した。なお開業時点では2号線は現6号線の一部を含む名称であり、現2号線部分は2号北線（ligne 2 nord）と呼ばれていた。2号南線の方が先に開業していたため、2号線はパリで3番目に古いメトロ路線と言える。ただし全線開通は南線より早く、また先に開通した1号線は後に郊外へ延伸されたため、現在の全線が開通したのは2号線がもっとも古い。
2号線の大部分は地下を走っているが、バルベス＝ロシュシュアール駅西方からコロネル・ファビアン駅北方までの2kmは道路の中央部に設けられた高架線となっている。2号線はこの区間でパリ北駅とパリ東駅からのフランス国鉄線、さらにサン・マルタン運河と交差するが、建設当時の技術（開削工法）ではこれらの下を潜るトンネルを掘るのは難しかったためである。なおサン・ラザール駅からの国鉄線と交差する部分では、この部分の国鉄線が掘割状になっていることを利用し、2号線は道路の地下だが国鉄線よりは上を通っている。

2号線の路線図

## 歴史
1898年のメトロ整備計画では、2号線（B線）はフェルミエー・ジェネローの城壁跡に沿ってパリを一周する環状路線とされていた。またポルト・ドーフィヌ駅 - エトワール駅（現シャルル・ド・ゴール＝エトワール駅）間は1号線（A線）の一部とされていた。その後1号線がポルト・マイヨー駅方面に変更されたことにともない、ポルト・ドーフィヌ - エトワール間を2号線に編入し、環状運転は行わずに北線と南線に分けられることになった。
建設は西側から進められ、1903年に2号北線の全線が開通した。
- 1900年12月13日 - ポルト・ドーフィヌ - エトワール間開業
- 1903年1月31日 - エトワール - バニョル（Bagnole、現アレクサンドル・デュマ駅）間開業
- 1903年4月2日 - ナシオン駅の工事完了にともない、バニョル - ナシオン間が開業。全線開通。

1903年8月10日には電気回路の短絡が原因で列車火災が発生し、84人が死亡する惨事となった。詳細はパリメトロ火災を参照。
1907年10月14日に正式に南線と分離され、2号線となった。

## 車両
1979年以降はMF 67が使われている。5両編成で1、3、5両目が電動車である。全長は約90m。各車両ごとに片側4つのドアがある。非常時を除き車両間の往来はできない。
2007年から新型のMF 2000が試験的に運行されている。将来は完全にMF 67を置き換える予定である。
車両基地はナシオン駅から東へ進んだプティト・サンチュール沿いのシャロンヌ（Charonne）にある。元は1号線と共用の車両基地だったが、1934年に1号線がシャトー・ド・ヴァンセンヌまで延伸されてフォンテネーに車両基地を移したため、2号線専用になった。大規模な検査や改修作業は7号線のショワシー（Choisy）車両基地で行われる。

## 駅一覧
| 駅名                               | 駅名                                            | 接続路線 | 地上／地下 | 所在地 | 所在地                 |
| ---------------------------------- | ----------------------------------------------- | --- | ---------- | ------ | ---------------------- |
| ポルト・ドーフィヌ駅               | Porte Dauphine (Maréchal de Lattre de Tassigny) | RER： C線（アヴェニュー・フォッシュ駅） トラム： 3b線                                                                 | 地下区間   | パリ   | 16区                   |
| ヴィクトル・ユゴー駅               | Victor Hugo                                     | | 地下区間   | パリ   | 16区                   |
| シャルル・ド・ゴール＝エトワール駅 | Charles de Gaulle - Étoile                      | メトロ： 1号線・ 6号線 RER： A線                                                                                      | 地下区間   | パリ   | 8区、16区、17区        |
| テルヌ駅                           | Ternes                                          | | 地下区間   | パリ   | 8区、17区              |
| クールセル駅                       | Courcelles                                      | | 地下区間   | パリ   | 8区、17区              |
| モンソー駅                         | Monceau                                         | | 地下区間   | パリ   | 8区、17区              |
| ヴィリエ駅                         | Villiers                                        | メトロ： 3号線 | 地下区間   | パリ   | 8区、17区              |
| ローム駅                           | Rome                                            | | 地下区間   | パリ   | 8区、17区              |
| プラス・ド・クリシー駅             | Place de Clichy                                 | メトロ： 13号線 | 地下区間   | パリ   | 8区、9区、17区、18区   |
| ブランシュ駅                       | Blanche                                         | | 地下区間   | パリ   | 9区、18区              |
| ピガール駅                         | Pigalle                                         | メトロ： 12号線 | 地下区間   | パリ   | 9区、18区              |
| アンヴェール駅                     | Anvers (Sacré-Cœur)                             | モンマルトル・ケーブルカー                                                                                            | 地下区間   | パリ   | 9区、18区              |
| バルベス＝ロシュシュアール駅       | Barbès - Rochechouart                           | メトロ： 4号線 | 地上区間   | パリ   | 9区、10区、18区        |
| ラ・シャペル駅                     | La Chapelle                                     | RER： B線・ D線（パリ北駅） RER： E線（マジャンタ駅） トランシリアン： H線・ K線（パリ北駅） フランス国鉄（パリ北駅） | 地上区間   | パリ   | 10区、18区             |
| スターリングラード駅               | Stalingrad                                      | メトロ： 5号線・ 7号線                                                                                                | 地上区間   | パリ   | 10区、19区             |
| ジョレス駅                         | Jaurès                                          | メトロ： 5号線・ 7bis線                                                                                               | 地上区間   | パリ   | 10区、19区             |
| コロネル・ファビアン駅             | Colonel Fabien                                  | | 地下区間   | パリ   | 10区、19区             |
| ベルヴィル駅                       | Belleville                                      | メトロ： 11号線 | 地下区間   | パリ   | 10区、11区、19区、20区 |
| クロンヌ駅                         | Couronnes                                       | | 地下区間   | パリ   | 11区、20区             |
| メニルモンタン駅                   | Ménilmontant                                    | | 地下区間   | パリ   | 11区、20区             |
| ペール・ラシェーズ駅               | Père Lachaise                                   | メトロ： 3号線 | 地下区間   | パリ   | 11区、20区             |
| フィリップ・オーギュスト駅         | Philippe Auguste                                | | 地下区間   | パリ   | 11区、20区             |
| アレクサンドル・デュマ駅           | Alexandre Dumas                                 | | 地下区間   | パリ   | 11区、20区             |
| アヴロン駅                         | Avron                                           | | 地下区間   | パリ   | 11区、20区             |
| ナシオン駅                         | Nation                                          | メトロ： 1号線・ 6号線・ 9号線 RER： A線                                                                              | 地下区間   | パリ   | 11区、12区             |

- 全線各駅停車、快速運転はない。